# CSS-7

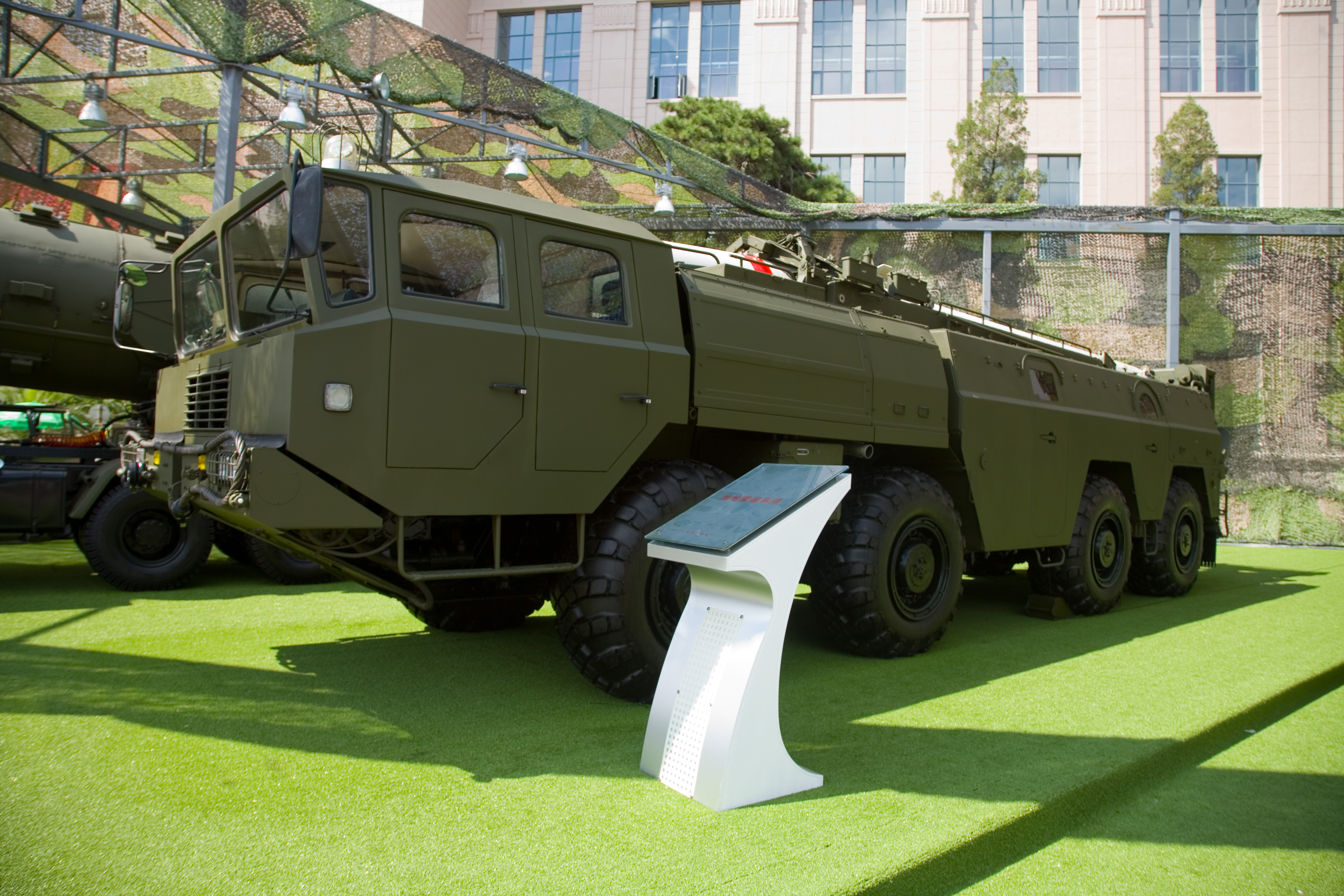
Transport- und Startfahrzeug für eine DF-11

Die CSS-7 ist eine mobile landgestützte, ballistische Kurzstreckenrakete der Volksrepublik China. Bei den chinesischen Streitkräften trägt die Rakete die Bezeichnung DF-11 oder Dongfeng 11. Die Exportbezeichnung lautet M-11.

## Entwicklung
Die CSS-7 wurde als Ergänzung der bei der Volksbefreiungsarmee in großer Anzahl im Einsatz stehenden Raketenartillerie konzipiert. Ebenso sollte ein ballistisches Kurzstreckenraketen-System für den Exportmarkt entwickelt werden. Die Entwicklung der CSS-7 durch das Siebte Ministerium für Maschinenbauindustrie, eine Vorläuferorganisation der China Aerospace Science and Industry Corporation (CASIC), begann in den späten 1970er-Jahren. Der erste Testflug erfolgte 1990. Die ersten Raketen wurden 1992 an die Volksbefreiungsarmee übergeben. Es entstanden die folgenden Varianten:
- DF-11: Erste Serienversion eingeführt 1992, Reichweite von 280 bis 350 km.
- DF-11A: Verbesserte Version eingeführt 1998, mit Beidou-Lenksystem, Reichweite über 500 km.
- DF-A: Vereinfachte Version der DF-11, Nutzlast von 500 kg, Reichweite von 280 km.
- M-11: Exportvariante der DF-11 mit einer reduzierten Nutzlast von 500 kg, Reichweite von 280 km.
- M-11A: Exportvariante der DF-11 mit reduzierter Reichweite und Nutzlast.

## Technik
Die DF-11 ist eine einstufige Feststoff-Rakete. Die Rakete ist auf dem geländegängigen 8×8-Lkw WS2400 untergebracht. Das System ist mobil und schnell verlegbar. Es wird eine minimale Reaktionszeit aus der Fahrt bis zum Raketenstart von 15 bis 30 Minuten erreicht. Jedes Fahrzeug ist mit einer DF-11-Rakete bestückt.
Die DF-11-Raketen können mit einer Auswahl unterschiedlicher Gefechtsköpfe bestückt werden:
- Nuklearsprengkopf: 2/10/20 kT
- Splittergefechtskopf
- Aerosolsprengkopf
- Bomblets (Streumunition)

## Verbreitung
- Volksrepublik China: 120–140 Startfahrzeuge und 700–750 Raketen.
- Iran: Besitz unbestätigt
- Pakistan: Anzahl unbekannt, lokale Bezeichnung Shaheen-1
- Syrien: Besitz unbestätigt

## Technische Daten
| System                   | Dongfeng 11 / DF-11                                           | Dongfeng 11A / DF-11A                                                    |
| ------------------------ | ------------------------------------------------------------- | ------------------------------------------------------------------------ |
| NATO-Code                | CSS-7 mod 1                                                   | CSS-7 mod 2                                                              |
| Einführungsjahr          | 1992                                                          | 1998                                                                     |
| Antrieb                  | 1 Stufe mit Festtreibstoff                                    | 1 Stufen mit Festtreibstoff                                              |
| Länge                    | 7,80 m                                                        | 8,50 m                                                                   |
| Durchmesser              | 800 mm                                                        | 800 mm                                                                   |
| Gewicht                  | 4.200 kg                                                      | unbekannt                                                                |
| Nutzlast                 | 800 kg                                                        | 800 kg                                                                   |
| Sprengkopf               | Nuklear 50 oder 100 kT, Splittergefechtskopf oder Submunition | Nuklear variabel 2–20 kT, Splittergefechtskopf oder Submunition oder FAE |
| Einsatzreichweite        | 280–350 km                                                    | über 500 km                                                              |
| Lenksystem               | Trägheitsnavigationsplattform                                 | Trägheitsnavigationsplattform plus GPS                                   |
| Treffergenauigkeit (CEP) | 500–600 m                                                     | 200 m                                                                    |